# Saint-Denis-d'Anjou
Saint-Denis-d'Anjou és un municipi francès situat al departament de Mayenne i a la regió de País del Loira. L'any 2007 tenia 1.477 habitants.

## Demografia

### Població
El 2007 la població de fet de Saint-Denis-d'Anjou era de 1.477 persones. Hi havia 576 famílies de les quals 140 eren unipersonals (52 homes vivint sols i 88 dones vivint soles), 224 parelles sense fills, 172 parelles amb fills i 40 famílies monoparentals amb fills.
La població ha evolucionat segons el següent gràfic:
Habitants censats

### Habitatges
El 2007 hi havia 690 habitatges, 581 eren l'habitatge principal de la família, 42 eren segones residències i 67 estaven desocupats. 642 eren cases i 22 eren apartaments. Dels 581 habitatges principals, 401 estaven ocupats pels seus propietaris, 175 estaven llogats i ocupats pels llogaters i 5 estaven cedits a títol gratuït; 1 tenia una cambra, 21 en tenien dues, 110 en tenien tres, 179 en tenien quatre i 270 en tenien cinc o més. 464 habitatges disposaven pel capbaix d'una plaça de pàrquing. A 291 habitatges hi havia un automòbil i a 230 n'hi havia dos o més.

### Piràmide de població
La piràmide de població per edats i sexe el 2009 era:
| Homes | Edats   | Dones |
| ----- | ------- | ----- |
| 0     | 95 o +  | 16    |
| 0     | 90 a 94 | 32    |
| 8     | 85 a 89 | 36    |
| 12    | 80 a 84 | 8     |
| 32    | 75 a 79 | 48    |
| 32    | 70 a 74 | 40    |
| 32    | 65 a 69 | 48    |
| 68    | 60 a 64 | 40    |
| 20    | 55 a 59 | 56    |
| 32    | 50 a 54 | 40    |
| 44    | 45 a 49 | 20    |
| 44    | 40 a 44 | 48    |
| 44    | 35 a 39 | 40    |
| 32    | 30 a 34 | 36    |
| 40    | 25 a 29 | 44    |
| 16    | 20 a 24 | 20    |
| 52    | 15 a 19 | 52    |
| 28    | 10 a 14 | 48    |
| 48    | 5 a 9   | 28    |
| 28    | 0 a 4   | 36    |

## Economia
El 2007 la població en edat de treballar era de 833 persones, 643 eren actives i 190 eren inactives. De les 643 persones actives 592 estaven ocupades (333 homes i 259 dones) i 51 estaven aturades (21 homes i 30 dones). De les 190 persones inactives 86 estaven jubilades, 54 estaven estudiant i 50 estaven classificades com a «altres inactius».

### Ingressos
El 2009 a Saint-Denis-d'Anjou hi havia 598 unitats fiscals que integraven 1.446,5 persones, la mediana anual d'ingressos fiscals per persona era de 16.072 €.

### Activitats econòmiques
Dels 55 establiments que hi havia el 2007, 2 eren d'empreses alimentàries, 5 d'empreses de fabricació d'altres productes industrials, 11 d'empreses de construcció, 13 d'empreses de comerç i reparació d'automòbils, 1 d'una empresa de transport, 4 d'empreses d'hostatgeria i restauració, 2 d'empreses d'informació i comunicació, 3 d'empreses financeres, 6 d'empreses de serveis, 5 d'entitats de l'administració pública i 3 d'empreses classificades com a «altres activitats de serveis».
Dels 16 establiments de servei als particulars que hi havia el 2009, 1 era una oficina de correu, 2 oficines bancàries, 2 tallers de reparació d'automòbils i de material agrícola, 1 paleta, 2 guixaires pintors, 2 fusteries, 4 lampisteries, 1 electricista i 1 perruqueria.
Dels 4 establiments comercials que hi havia el 2009, 1 era una botiga de menys de 120 m², 1 una fleca, 1 una carnisseria i 1 una floristeria.
L'any 2000 a Saint-Denis-d'Anjou hi havia 72 explotacions agrícoles que ocupaven un total de 3.315 hectàrees.

## Equipaments sanitaris i escolars
El 2009 hi havia 1 farmàcia i 1 ambulància.
El 2009 hi havia 1 escola maternal i 1 escola elemental.

## Poblacions més properes
El següent diagrama mostra les poblacions més properes.